# Un altro sguardo
Un altro sguardo (Egymásra nézve) è un film del 1982 diretto da Károly Makk e János Xantus.
Fu presentato in concorso al 35º Festival di Cannes, dove Jadwiga Jankowska-Cieślak vinse il premio per la miglior interpretazione femminile.

## Premi e riconoscimenti
- Festival di Cannes 1982: premio per la miglior interpretazione femminile (Jadwiga Jankowska-Cieślak), Premio FIPRESCI
- Seminci 1982: menzione speciale